# Wilhelm Reuscher

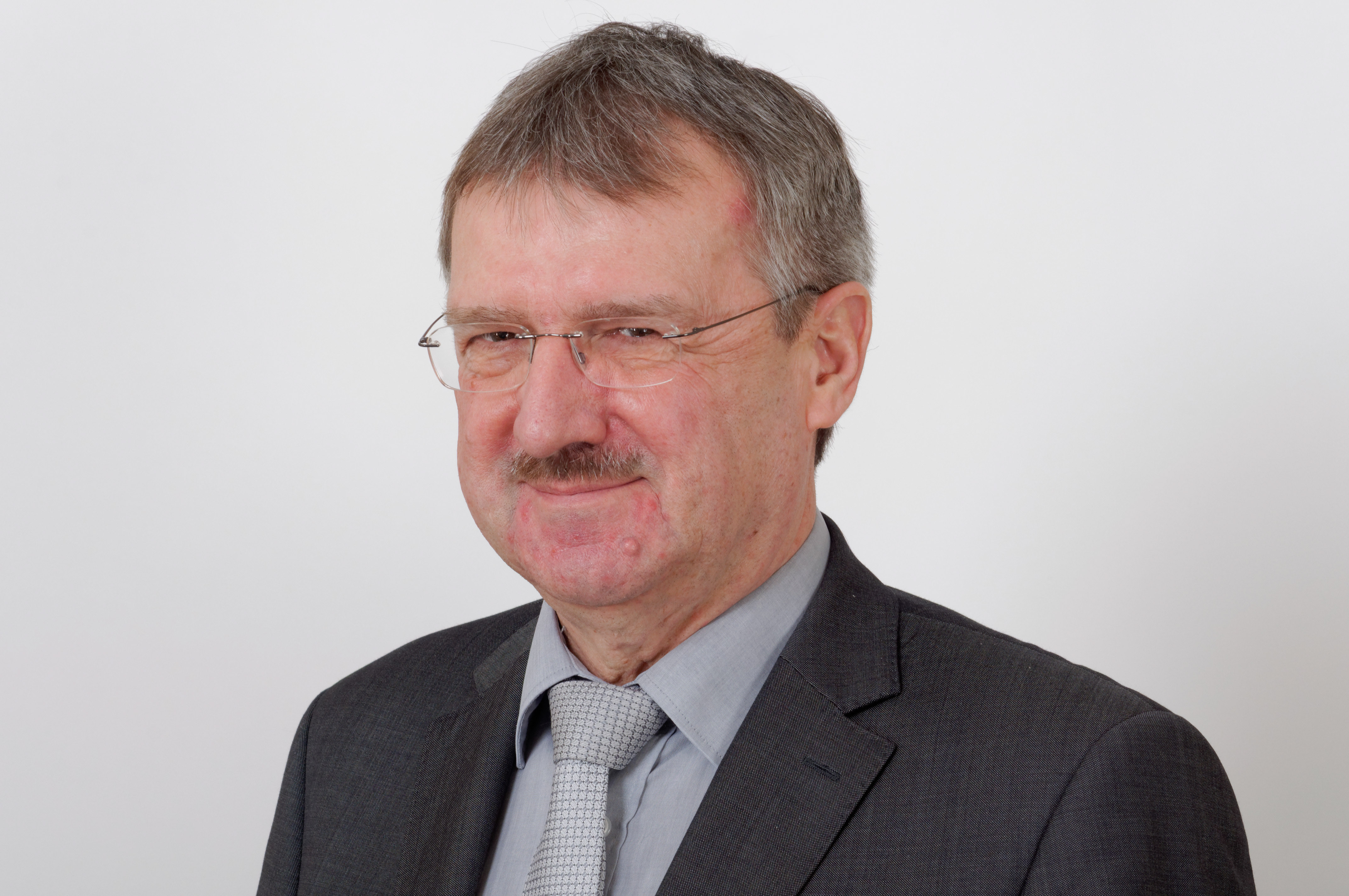
Wilhelm Reuscher (2013)

Wilhelm Reuscher (* 21. September 1953 in Schweinfurt) ist ein deutscher Politiker (FDP). Von 2009 bis 2013 war er Mitglied des Hessischen Landtags.

## Leben
Reuscher machte eine Lehre zum Elektroinstallateur. Nach dem Fachabitur absolvierte er ein Studium der Nachrichtentechnik, danach arbeitete er als Nachrichtentechniker bei der Deutschen Telekom.

## Politik
Reuscher trat 1993 in die FDP ein und wurde 1997 Stadtverordneter im Dieburger Stadtparlament. Er war 1999 Kandidat für das Bürgermeisteramt der FDP für Dieburg, wurde aber nicht gewählt. Seit 2001 ist er Fraktionsvorsitzender der FDP in Dieburg. Bei allen Landtagswahlen seit 2003 trat er im Wahlkreis Darmstadt-Dieburg II (Wahlkreis 52) vergeblich als Direktkandidat der FDP an. Bei der Landtagswahl in Hessen 2009 wurde er über die Landesliste ins hessische Parlament gewählt.